# Аксу (Анталія)
Аксу (тур. Aksu) - район у провінції Анталія (Туреччина), наразі - частина міста Анталія.